# Walter Goldbeck
Walter Goldbeck (* 12. Februar 1945 in Bresch; † 2. Juli 2022 in Schwerin) war ein deutscher Politiker (FDP). Er war verheiratet und hatte zwei Kinder.

## Leben und Beruf
Walter Goldbeck wuchs in Bresch ohne Vater auf, den ihm der 2. Weltkrieg nahm. Nach dem Abitur in Perleberg 1963 absolvierte er eine Ausbildung zum Schlosser in Malchin und arbeitete bis 1967 als Maschinenschlosser auf der Warnow-Werft in Warnemünde. Anschließend studierte er von 1967 bis 1971 an der Pädagogischen Hochschule Erfurt, trat in den Schuldienst ein und war bis 1978 als Lehrer für deutsch und russisch an der Polytechnischen Oberschule in Lübz tätig.
Nach der friedlichen Revolution in der DDR wurde Goldbeck im Juni 1990 Abteilungsleiter für den Kulturbereich in der Regionalverwaltungsbehörde Schwerin und gehörte zum Aufbaustab des Landtages. Von 1994 bis 2007 arbeitete er wieder als Lehrer.

## Partei
Goldbeck war seit 1967 Mitglied der LDPD und von 1978 bis 1990 Referent für Kulturpolitik beim Bezirksvorstand der LDPD Schwerin. 1990 schloss er sich der FDP an.

## Abgeordneter
Goldbeck war Mitglied der Kommission zur Erarbeitung einer Landesverfassung für Mecklenburg-Vorpommern. Er wurde 1990 in den Landtag von Mecklenburg-Vorpommern gewählt und war dort von 1990 bis 1994 Vorsitzender der FDP-Fraktion. Goldbeck setzte sich dafür ein, dass Mecklenburg-Vorpommern sich 1992 dem Norddeutschen Rundfunk anschloss, beförderte den Bau der A 20, beteiligte sich an der Erarbeitung der Landesverfassung. Mit dem Scheitern der FDP an der Fünf-Prozent-Hürde bei den Landtagswahlen 1994 schied er aus dem Parlament aus und zog sich anschließend aus der aktiven Politik zurück.

## Privat
Walter Goldbeck war als heimatverbundener Mensch bekannt. Für den gebürtigen Prignitzer war sein Engagement in Mecklenburg kein Konflikt zu seiner Prignitzer Heimat – er dachte und handelte als Norddeutscher. Sein Interesse galt auch der Regionalgeschichte, er sammelte alle erreichbaren Publikationen. Seine Freunde und Bekannten schätzten ihn als packenden und begnadeten Erzähler, der gern sein Wissen und seine Erfahrungen mit anderen teilte. Er setzte sich für darüber hinaus besonders für die Erforschung von Mukoviszidose ein.